# Barilius lairokensis
Barilius lairokensis är en fiskart som beskrevs av Arunkumar och Tombi Singh 2000. Barilius lairokensis ingår i släktet Barilius och familjen karpfiskar. IUCN kategoriserar arten globalt som nära hotad. Inga underarter finns listade.